# Liste der olympischen Medaillengewinner aus Australien

## Medaillenbilanz
Bislang konnten die Sportler aus Australien 615 olympische Medaillen erkämpfen (188 × Gold, 196 × Silber und 231 × Bronze). Weiterhin trat Australien bei den Spielen 1908 in London und 1912 in Stockholm unter der Flagge Australasiens an und gewann hier 3 × Gold, 4 × Silber und 5 × Bronze.
Somit kommt Australien auf insgesamt 627 Medaillen (191 × Gold, 200 × Silber und 236 × Bronze).
| Australien bei den Olympischen Sommerspielen                                           | Australien bei den Olympischen Sommerspielen | Australien bei den Olympischen Sommerspielen | Australien bei den Olympischen Sommerspielen | Australien bei den Olympischen Sommerspielen | Australien bei den Olympischen Sommerspielen |      | Australien bei den Olympischen Winterspielen | Australien bei den Olympischen Winterspielen | Australien bei den Olympischen Winterspielen | Australien bei den Olympischen Winterspielen | Australien bei den Olympischen Winterspielen | Australien bei den Olympischen Winterspielen |
| Jahr                                                                                   | Gold                                         | Silber                                       | Bronze                                       | Gesamt                                       | Rang                                         | Jahr | Gold                                         | Silber                                       | Bronze                                       | Gesamt                                       | Rang                                         |                                              |
| 1896                                                                                   | 2                                            | 0                                            | 0                                            | 2                                            | 8                                            |      |                                              |                                              |                                              |                                              |                                              |                                              |
| 1900                                                                                   | 2                                            | 0                                            | 3                                            | 5                                            | 9                                            |      |                                              |                                              |                                              |                                              |                                              |                                              |
| 1904                                                                                   | 0                                            | 0                                            | 0                                            | 0                                            |                                              |      |                                              |                                              |                                              |                                              |                                              |                                              |
| 1908                                                                                   | 0                                            | 0                                            | 0                                            | 0                                            |                                              |      |                                              |                                              |                                              |                                              |                                              |                                              |
| 1912                                                                                   | 0                                            | 0                                            | 0                                            | 0                                            |                                              |      |                                              |                                              |                                              |                                              |                                              |                                              |
| 1920                                                                                   | 0                                            | 2                                            | 1                                            | 3                                            | 16                                           |      |                                              |                                              |                                              |                                              |                                              |                                              |
| 1924                                                                                   | 3                                            | 1                                            | 2                                            | 6                                            | 11                                           |      | 1924                                         | –                                            | –                                            | –                                            | –                                            | –                                            |
| 1928                                                                                   | 1                                            | 2                                            | 1                                            | 4                                            | 19                                           |      | 1928                                         | –                                            | –                                            | –                                            | –                                            | –                                            |
| 1932                                                                                   | 3                                            | 1                                            | 1                                            | 5                                            | 10                                           |      | 1932                                         | –                                            | –                                            | –                                            | –                                            | –                                            |
| 1936                                                                                   | 0                                            | 0                                            | 1                                            | 1                                            | 30                                           |      | 1936                                         | 0                                            | 0                                            | 0                                            | 0                                            |                                              |
| 1948                                                                                   | 2                                            | 6                                            | 5                                            | 13                                           | 14                                           |      | 1948                                         | –                                            | –                                            | –                                            | –                                            | –                                            |
| 1952                                                                                   | 6                                            | 2                                            | 3                                            | 11                                           | 9                                            |      | 1952                                         | 0                                            | 0                                            | 0                                            | 0                                            |                                              |
| 1956                                                                                   | 13                                           | 8                                            | 14                                           | 35                                           | 3                                            |      | 1956                                         | 0                                            | 0                                            | 0                                            | 0                                            |                                              |
| 1960                                                                                   | 8                                            | 8                                            | 6                                            | 22                                           | 5                                            |      | 1960                                         | 0                                            | 0                                            | 0                                            | 0                                            |                                              |
| 1964                                                                                   | 6                                            | 2                                            | 10                                           | 18                                           | 8                                            |      | 1964                                         | 0                                            | 0                                            | 0                                            | 0                                            |                                              |
| 1968                                                                                   | 5                                            | 7                                            | 5                                            | 17                                           | 9                                            |      | 1968                                         | 0                                            | 0                                            | 0                                            | 0                                            |                                              |
| 1972                                                                                   | 8                                            | 7                                            | 2                                            | 17                                           | 6                                            |      | 1972                                         | 0                                            | 0                                            | 0                                            | 0                                            |                                              |
| 1976                                                                                   | 0                                            | 1                                            | 4                                            | 5                                            | 32                                           |      | 1976                                         | 0                                            | 0                                            | 0                                            | 0                                            |                                              |
| 1980                                                                                   | 2                                            | 2                                            | 5                                            | 9                                            | 15                                           |      | 1980                                         | 0                                            | 0                                            | 0                                            | 0                                            |                                              |
| 1984                                                                                   | 4                                            | 8                                            | 12                                           | 24                                           | 14                                           |      | 1984                                         | 0                                            | 0                                            | 0                                            | 0                                            |                                              |
| 1988                                                                                   | 3                                            | 6                                            | 5                                            | 14                                           | 15                                           |      | 1988                                         | 0                                            | 0                                            | 0                                            | 0                                            |                                              |
| 1992                                                                                   | 7                                            | 9                                            | 11                                           | 27                                           | 10                                           |      | 1992                                         | 0                                            | 0                                            | 0                                            | 0                                            |                                              |
| 1996                                                                                   | 9                                            | 9                                            | 23                                           | 41                                           | 7                                            |      | 1994                                         | 0                                            | 0                                            | 1                                            | 1                                            | 22                                           |
| 2000                                                                                   | 16                                           | 25                                           | 17                                           | 58                                           | 4                                            |      | 1998                                         | 0                                            | 0                                            | 1                                            | 1                                            | 22                                           |
| 2004                                                                                   | 17                                           | 16                                           | 17                                           | 50                                           | 4                                            |      | 2002                                         | 2                                            | 0                                            | 0                                            | 2                                            | 15                                           |
| 2008                                                                                   | 14                                           | 15                                           | 17                                           | 46                                           | 6                                            |      | 2006                                         | 1                                            | 0                                            | 1                                            | 2                                            | 17                                           |
| 2012                                                                                   | 8                                            | 15                                           | 12                                           | 35                                           | 10                                           |      | 2010                                         | 2                                            | 1                                            | 0                                            | 3                                            | 13                                           |
| 2016                                                                                   | 8                                            | 11                                           | 10                                           | 29                                           | 10                                           |      | 2014                                         | 0                                            | 2                                            | 1                                            | 3                                            | 24                                           |
| 2020                                                                                   | 17                                           | 7                                            | 22                                           | 46                                           | 6                                            |      | 2018                                         | 0                                            | 2                                            | 1                                            | 3                                            | 23                                           |
| 2024                                                                                   | 18                                           | 19                                           | 16                                           | 53                                           | 4                                            |      | 2022                                         | 1                                            | 2                                            | 1                                            | 4                                            | 18                                           |
| Gesamt                                                                                 | 182                                          | 189                                          | 225                                          | 596                                          |                                              |      | Gesamt                                       | 6                                            | 7                                            | 6                                            | 19                                           |                                              |
| \| \| Gold \| Silber \| Bronze \| Gesamt \| \| Ges. S+W \| 188 \| 196 \| 231 \| 615 \| |                                              |                                              |                                              |                                              |                                              |      |                                              |                                              |                                              |                                              |                                              |                                              |
|                                                                                        | Gold                                         | Silber                                       | Bronze                                       | Gesamt                                       |                                              |      |                                              |                                              |                                              |                                              |                                              |                                              |
| Ges. S+W                                                                               | 188                                          | 196                                          | 231                                          | 615                                          |                                              |      |                                              |                                              |                                              |                                              |                                              |                                              |

## Medaillengewinner

### 1896 bis 1904
Athen 1896
- Gold
  - Edwin Flack, 800 m Herren
  - Edwin Flack, 1500 m Herren

Paris 1900
- Gold
  - Fred Lane, 200 m Freistil Herren
  - Fred Lane, 200 m Obstacle Race Herren
- Bronze
  - Stan Rowley, 60 m Herren
  - Stan Rowley, 100 m Herren
  - Stan Rowley, 200 m Herren

### 1908 und 1912
London 1908, unter der Flagge Australasiens
- Gold
  - John Barnett, Phillip Carmichael, Dan Carroll, Bob Craig, Tom Griffin, Jack Hickey, Mannie McArthur, Arthur McCabe, Paddy McCue, Chris McKivat (Kapitän), Charles McMurtrie, Syd Middleton, Tom Richards, Charles Russell, Bebe Smith, Rugby Herren
- Silber
  - Frank Beaurepaire, 400 m Freistil Herren
  - Reginald Baker, Boxen Mittelgewicht Herren
- Bronze
  - Frank Beaurepaire, 1500 m Freistil Herren
  - Harry Kerr, 3500 m Gehen Herren

Stockholm 1912, unter der Flagge Australasiens
- Gold
  - Fanny Durack, 100 m Freistil Damen
  - Leslie Boardman, Harold Hardwick, Cecil Healy, Malcolm Champion, 4 × 200 m Freistil Herren
- Silber
  - Cecil Healy, 100 m Freistil Herren
  - Wilhelmina Wylie, 100 m Freistil Damen
- Bronze
  - Harold Hardwick, 400 m Freistil Herren
  - Harold Hardwick, 1500 m Freistil Herren
  - Anthony Wilding, Einzel Herren Halle

### 1920 bis 1936
Antwerpen 1920
- Silber
  - Henry Hay, William Herald, Ivan Stedman, Frank Beaurepaire, 4 × 200 m Freistil Herren
  - George Parker, 3000 m Gehen Herren
- Bronze
  - Frank Beaurepaire, 1500 m Freistil Herren

Paris 1924
- Gold
  - Nick Winter, Dreisprung Herren
  - Richmond Eve, Turmspringen Herren
  - Andrew Charlton, 1500 m Freistil Herren
- Silber
  - Andrew Charlton, Maurice Christie, Frank Beaurepaire, Ernest Henry, 4 × 200 m Freistil Herren
- Bronze
  - Andrew Charlton, 400 m Freistil Herren
  - Andrew Charlton, 1500 m Freistil Herren

Amsterdam 1928
- Gold
  - Henry Pearce, Einer Herren
- Silber
  - Andrew Charlton, 400 m Freistil Herren
  - Andrew Charlton, 1500 m Freistil Herren
- Bronze
  - Edgar Gray, 1000 m Zeitfahren Herren

Los Angeles 1932
- Gold
  - Edgar Gray, 1000 m Zeitfahren Herren
  - Henry Pearce, Einer Herren
  - Clare Dennis, 200 m Brust Damen
- Silber
  - Bonnie Mealing, 100 m Rücken Damen
- Bronze
  - Edward Scarf, Freistil Halbschwergewicht Herren

Berlin 1936
- Bronze
  - Jack Metcalfe, Dreisprung Herren

### 1948 bis 1968
London 1948
- Gold
  - Mervyn Wood, Einer Herren
  - John Winter, Hochsprung Herren
- Silber
  - John Marshall, 1500 m Freistil Herren
  - Beatrice Lyons, 200 m Brust Damen
  - Theo Bruce, Weitsprung Herren
  - George Avery, Dreisprung Herren
  - Shirley Strickland, June Maston, Betty McKinnon, Joyce King, 4 × 100 m Damen
  - Richard Garrard, Freistil Weltergewicht Herren
  - Jim Armstrong, Freistil Schwergewicht Herren
- Bronze
  - John Marshall, 400 m Freistil Herren
  - Judy-Joy Davies, 100 m Rücken Damen
  - Shirley Strickland, 100 m Damen
  - Shirley Strickland, 80 m Hürden Damen

Helsinki 1952
- Gold
  - Marjorie Jackson, 100 m Damen
  - Marjorie Jackson, 200 m Damen
  - Shirley Strickland, 80 m Hürden Damen
  - Russell Mockridge, 1000 m Zeitfahren Herren
  - Lionel Cox, Russell Mockridge, Tandem Herren
  - John Davies, 200 m Brust Herren
- Silber
  - Lionel Cox, Sprint Herren
  - Mervyn Wood, Einer Herren
- Bronze
  - Robert Tinning, Ernest Chapman, Nimrod Greenwood, David Anderson, Geoff Williamson, Mervyn Finlay, Edward Pain, Phillip Cayzer, Tom Chessell, Achter Herren
  - Vern Barberis, Leichtgewicht Herren
  - Shirley Strickland de la Hunty, 100 m Damen

Melbourne 1956
- Gold
  - Betty Cuthbert, 100 m Damen
  - Betty Cuthbert, 200 m Damen
  - Shirley Strickland, 80 m Hürden Damen
  - Norma Croker, Betty Cuthbert, Fleur Mellor, Shirley Strickland, 4 × 100 m Damen
  - Ian Browne, Tony Marchant, Tandem Herren
  - Lorraine Crapp, 400 m Freistil Damen
  - Dawn Fraser, 100 m Freistil Damen
  - John Henricks, 100 m Freistil Herren
  - Murray Rose, 400 m Freistil Herren
  - Murray Rose, 1500 m Freistil Herren
  - David Theile, 100 m Rücken Herren
  - John Devitt, John Henricks, Kevin O’Halloran, Murray Rose, 4 × 200 m Freistil Herren
  - Lorraine Crapp, Dawn Fraser, Faith Leech, Sandra Morgan, 4 × 100 m Freistil Damen
- Silber
  - Leon Gregory, David Lean, Graham Gipson, Kevan Gosper, 4 × 400 m Herren
  - Chilla Porter, Hochsprung Herren
  - John Devitt, 100 m Freistil Herren
  - John Monckton, 100 m Rücken Herren
  - Lorraine Crapp, 100 m Freistil Damen
  - Dawn Fraser, 400 m Freistil Damen
  - Stuart MacKenzie, Einer Herren
  - John Scott, Rolly Tasker, Sharpie Herren
- Bronze
  - Hector Hogan, 100 m Herren
  - John Landy, 1500 m Herren
  - Allan Lawrence, 10.000 m Herren
  - Marlene Mathews, 100 m Damen
  - Marlene Mathews, 200 m Damen
  - Norma Thrower, 80 m Hürden Damen
  - Gary Chapman, 100 m Freistil Herren
  - Faith Leech, 100 m Freistil Damen
  - Murray Riley, Mervyn Wood, Doppelzweier Herren
  - Michael Aikman, David Boykett, Fred Benfield, James Howden, Garth Manton, Walter Howell, Adrian Monger, Brian Doyle, Harold Hewitt, Achter Herren
  - Douglas Buxton, Devereaux Mytton, Jock Sturrock, 5,5 m Klasse Herren
  - Kevin Hogarth, Weltergewicht Herren
  - Dennis Green, Walter Brown, Zweier-Kajak 10.000 m Herren
  - Dick Ploog, Sprint Herren

Rom 1960
- Gold
  - Herb Elliott, 1500 m Herren
  - John Devitt, 100 m Freistil Herren
  - Dawn Fraser, 100 m Freistil Damen
  - John Konrads, 1500 m Freistil Herren
  - Murray Rose, 400 m Freistil Herren
  - David Theile, 100 m Rücken Herren
  - Lawrence Morgan, Vielseitigkeitsreiten Einzel
  - Neale Lavis, Lawrence Morgan, Bill Roycroft, Vielseitigkeitsreiten Mannschaft
- Silber
  - Murray Rose, 1500 m Freistil Herren
  - Neville Hayes, 200 m Schmetterling Herren
  - David Theile, Terry Gathercole, Neville Hayes, Geoffrey Shipton, 4 × 100 m Lagen Herren
  - Joan Spillane, Shirley Stobs, Carolyn Wood, Dawn Fraser, 4 × 100 m Freistil Damen
  - Marilyn Wilson, Rosemary Lassig, Jan Andrew, Dawn Fraser, 4 × 100 m Lagen Damen
  - Noel Freeman, 20 km Gehen Herren
  - Brenda Jones, 800 m Damen
  - Neale Lavis, Vielseitigkeitsreiten Einzel
- Bronze
  - John Konrads, 400 m Freistil Herren
  - David Dickson, John Devitt, Murray Rose, John Konrads, 4 × 200 m Freistil Herren
  - Jan Andrew, 100 m Schmetterling Damen
  - Dave Power, 10.000 m Herren
  - Oliver Taylor, Boxen Bantamgewicht Herren
  - Anthony Madigan, Boxen Halbschwergewicht Herren

Tokio 1964
- Gold
  - Betty Cuthbert, 400 m Damen
  - Kevin Berry, 200 m Schmetterling Herren
  - Dawn Fraser, 100 m Freistil Damen
  - Ian O’Brien, 200 m Brust Herren
  - Robert Windle, 1500 m Freistil Herren
  - Bill Northam, Peter O’Donnell, James Sargeant, 5,5m Klasse
- Silber
  - Robyn Thorn, Janice Murphy, Lynette Bell, Dawn Fraser, 4 × 100 m Freistil Damen
  - Michele Brown, Hochsprung Damen
- Bronze
  - Allan Wood, 400 m Freistil Herren
  - Allan Wood, 1500 m Freistil Herren
  - David Dickson, Peter Doak, John Ryan, Robert Windle, 4 × 100 m Freistil Herren
  - Peter Reynolds, Ian O’Brien, Kevin Berry, David Dickson, 4 × 100 m Lagen Herren
  - Ron Clarke10.000 m Herren
  - Marilyn Black, 200 m Damen
  - Judy Amoore, 400 m Damen
  - Pam Kilborn, 80 m Hürdem Damen
  - Theodore Boronovskis, Judo Offene Klasse Herren
  - Mervyn Crossman, Paul Dearing, Raymond Evans, Brian Glencross, Robin Hodder, Donald Martin, John McBryde, Donald McWatters, Patrick Nilan, Eric Pearce, Julian Pearce, Desmond Piper, Donald Smart, Anthony Waters, Graham Wood, Hockey Herren

Mexiko-Stadt 1968
- Gold
  - Maureen Caird, 80 m Hürdem Damen
  - Ralph Doubell, 800 m Herren
  - Lynette McClements, 100 m Schmetterling Damen
  - Michael Wenden, 100 m Freistil Herren
  - Michael Wenden, 200 m Freistil Herren
- Silber
  - Gregory Roger, Graham White, Robert Windle, Michael Wenden, 4 × 200 m Freistil Herren
  - Lynne Watson, Judy Playfair, Lynette McClements, Janet Steinbeck, 4 × 100 m Lagen Damen
  - Peter Norman, 200 m Herren
  - Raelene Boyle, 200 m Damen
  - Pam Kilborn, 80 m Hürdem Damen
  - Arthur Busch, Paul Dearing, Raymond Evans, Brian Glencross, Robert Haigh, Donald Martin, James Mason, Donald McWatters, Patrick Nilan, Eric Pearce, Gordon Pearce, Julian Pearce, Desmond Piper, Fred Quine, Ronald Riley, Donald Smart, Hockey Herren
  - Alf Duval, David Douglas, Michael Morgan, John Ranch, Joseph Fazio, Gary Pearce, Peter Dickson, Robert Shirlaw, Alan Grover, Achter Herren
- Bronze
  - Gregory Brough, 1500 m Freistil Herren
  - Gregory Roger. Robert Cusack, Robert Windle, Michael Wenden, 4 × 100 m Freistil Herren
  - Karen Moras, 400 m Freistil Damen
  - Jennifer Lamy, 200 m Damen
  - Brian Cobcroft, Wayne Roycroft, Bill Roycroft, Vielseitigkeitsreiten Mannschaft

### 1972 bis 1988
München 1972
- Gold
  - Brad Cooper, 400 m Freistil Herren
  - Shane Gould, 400 m Freistil Damen
  - Shane Gould, 200 m Freistil Damen
  - Shane Gould, 200 m Lagen Damen
  - Gail Neall, 400 m Lagen Damen
  - Beverley Whitfield, 200 m Brust Damen
  - Thomas Anderson, John Cuneo, John Shaw, Drachen
  - John Anderson, David Forbes, Starboot
- Silber
  - Graham Windeatt, 1500 m Freistil Herren
  - Shane Gould, 800 m Freistil Damen
  - Raelene Boyle, 100 m Damen
  - Raelene Boyle, 200 m Damen
  - Clyde Sefton, Straße Einzel Herren
  - John Nicholson, Sprint Herren
  - Danny Clark, 1000 m Zeitfahren Herren
- Bronze
  - Shane Gould, 100 m Freistil Damen
  - Beverley Whitfield, 100 m Brust Damen

Montreal 1976
- Silber
  - Robert Haigh, Ric Charlesworth, David Bell, Terry Walsh, Gregory Browning, Wayne Hammond, James Irvine, Malcolm Poole, Robert Proctor, Ronald Riley, Trevor Smith, Douglas Golder, lan Cooke, Barry Dancer, Hockey Herren
- Bronze
  - John Bertrand, Finn-Dinghy Herren
  - Ian Brown, Ian Ruff, 470er Herren
  - Mervyn Bennett, Denis Pigott, Wayne Roycroft, Bill Roycroft, Vielseitigkeitsreiten Mannschaft
  - Stephen Holland, 1500 m Freistil Herren

Moskau 1980
- Gold
  - Michelle Ford, 800 m Freistil Damen
  - Neil Brooks, Peter Evans, Mark Kerry, Mark Tonelli, 4 × 100 m Lagen Herren
- Silber
  - Rick Mitchell, 400 m Herren
  - John Sumegi, Einer-Kajak 500 m Herren
- Bronze
  - Graeme Brewer, 200 m Freistil Herren
  - Max Metzker, 1500 m Freistil Herren
  - Mark Kerry, 200 m Rücken Herren
  - Peter Evans, 100 m Brust Herren
  - Michelle Ford, 200 m Schmetterling Damen

Los Angeles 1984
- Gold
  - Glynis Nunn, Siebenkampf Damen
  - Michael Grenda, Kevin Nichols, Michael Turtur, Dean Woods, 4000 m Mannschaftsverfolgung Herren
  - Jonathan Sieben, 200 m Schmetterling Herren
  - Dean Lukin, Superschwergewicht Herren
- Silber
  - Mark Stockwell, 100 m Freistil Herren
  - Glenn Beringen, 200 m Brust Herren
  - Gregory Fasala, Neil Brooks, Michael William Delany, Mark Stockwell, 4 × 100 m Freistil Herren
  - Karen Phillips, 200 m Schmetterling Damen
  - Suzanne Landells, 400 m Lagen Damen
  - Paul Reedy, Gary Gullock, Timothy McLaren, Anthony Lovrich, Doppelvierer Herren
  - Robert Kabbas, Leichtschwergewicht Herren
  - Gary Honey, Weitsprung Herren
- Bronze
  - Justin Lemberg, 400 m Freistil Herren
  - Peter Evans, 100 m Brust Herren
  - Glenn Buchanan, 100 m Schmetterling Herren
  - Robert Woodhouse, 400 m Lagen Herren
  - Mark Kerry, Peter Evans, Glenn Buchanan, Mark Stockwell, 4 × 100 m Lagen Herren
  - Michelle Pearson, 200 m Lagen Damen
  - Craig Muller, Clyde Hefer, Samuel Patten, Timothy Willoughby, Ian Edmunds, James Battersby, Ion Popa, Stephen Evans, Gavin Thredgold, Achter Herren
  - Robyn Grey-Gardner, Karen Brancourt, Susan Chapman, Margot Foster, Susan Lee, Vierer mit Steuerfrau Damen
  - Gael Martin, Kugelstoßen Damen
  - Barry Kelly, Grant Kenny, Zweier-Kajak 1000 m Herren
  - Christopher Cairns, Scott Anderson, Tornado Herren
  - Patricia Dench, Luftpistole Damen

Seoul 1988
- Gold
  - Debbie Flintoff-King, 400 m Hürden Damen
  - Tracy Belbin, Deborah Bowman, Lee Capes, Sally Carbon, Elspeth Clement, Loretta Dorman, Maree Fish, Rechelle Hawkes, Lorraine Hillas, Kathleen Partridge, Sharon Patmore, Jacqueline Pereira, Sandra Pisani, Kim Small, Liane Tooth, Michelle Capes, Hockey Damen
  - Duncan Armstrong, 200 m Freistil Herren
- Silber
  - Duncan Armstrong, 400 m Freistil Herren
  - Martin Vinnicombe, 1000 m Zeitfahren Herren
  - Dean Woods, 4000 m Einerverfolgung Herren
  - Grahame Cheney, Halbweltergewicht Herren
  - Grant Davies, Einer-Kajak 1000 m Herren
  - Lisa Martin, Marathon Damen
- Bronze
  - Julie McDonald, 800 m Freistil Damen
  - Gary Neiwand, Sprint Herren
  - Brett Dutton, Wayne McCarney, Stephen McGlede, Dean Woods, 4000 m Mannschaftsverfolgung Herren
  - Peter Foster, Kelvin Graham, Zweier-Kajak 1000 m Herren
  - Elizabeth Smylie, Wendy Turnbull, Tennis Doppel Damen

### 1992 bis 2008
Barcelona 1992
- Gold
  - Clint Robinson, Einer-Kajak 1000 m Herren
  - Kathryn Watt, Straße Einzel Damen
  - Matthew Ryan, Vielseitigkeitsreiten Einzel
  - Andrew Hoy, Gillian Rolton, David Green, Matthew Ryan, Vielseitigkeitsreiten Mannschaft
  - Peter Antonie, Stephen Hawkins, Doppelzweier Herren
  - Andrew Cooper, Nicholas Green, Mike McKay, James Tomkins, Vierer ohne Steuermann Herren
  - Kieren Perkins, 1500 m Freistil Herren
- Silber
  - Kieren Perkins, 400 m Freistil Herren
  - Glen Housman, 1500 m Freistil Herren
  - Hayley Lewis, 800 m Freistil Damen
  - John Bestall, Warren Birmingham, Lee Bodimeade, Ashley Carey, Damon Diletti, Gregory Corbitt, Lachlan Dreher, Paul Snowden Lewis, Stephen Davies, Lachlan Elmer, Dean Evans, Graham Reid, Jay Stacy, David Wansbrough, Ken Wark, Michael York, Hockey Herren
  - Danielle Woodward, Einer-Kajak Slalom Damen
  - Gary Neiwand, Sprint Herren
  - Shane Kelly, 1000 m Zeitfahren Herren
  - Brett Aitken, Stephen McGlede, Stuart O’Grady, Shaun O’Brien, 4000 m Mannschaftsverfolgung Herren
  - Kathryn Watt, 3000 m Einerverfolgung Damen
- Bronze
  - Philip Rogers, 100 m Brust Herren
  - Hayley Lewis, 400 m Freistil Damen
  - Nicole Stevenson, 200 m Rücken Damen
  - Samantha Riley, 100 m Brust Damen
  - Susie O’Neill, 200 m Schmetterling Damen
  - Kelvin Graham, Ian Rowling, Steve Wood, Ramon Andersson, Vierer-Kajak Herren
  - Tim Forsyth, Hochsprung Herren
  - Daniela Costian, Diskuswurf Damen
  - Lars Kleppich, Surfen Herren
  - Mitch Booth, John Forbes, Tornado
  - Nicole Provis, Rachel McQuillan, Tennis Doppel Damen

Lillehammer 1994
- Bronze
  - Steven Bradbury, Kieran Hansen, Andrew Murtha, Richard Nizielski 5000 m Staffel Herren

Atlanta 1996
- Gold
  - Phillip Dutton, Andrew Hoy, Gillian Rolton, Wendy Schaeffer, Vielseitigkeitsreiten Mannschaft
  - Michelle Andrews, Alyson Annan, Louise Dobson, Renita Farrell, Juliet Haslam, Rechelle Hawkes, Clover Maitland, Karen Marsden, Jennifer Morris, Jacqueline Pereira, Nova Peris, Katrina Powell, Lisa Powell, Danni Roche, Kate Starre, Liane Tooth, Hockey Damen
  - Drew Ginn, Nicholas Green, Mike McKay, James Tomkins, Vierer ohne Steuermann Herren
  - Kate Slatter, Megan Still, Zweier ohne Steuermann Damen
  - Michael Diamond, Trap Herren
  - Russell Mark, Doppeltrap Herren
  - Susie O’Neill, 200 m Schmetterling Damen
  - Kieren Perkins, 1500 m Freistil Herren
  - Todd Woodbridge, Mark Woodforde, Doppel Herren
- Silber
  - Daniel Kowalski, 1500 m Freistil Herren
  - Scott Miller, 100 m Schmetterling Herren
  - Petria Thomas, 200 m Schmetterling Damen
  - Nicole Stevenson, Samantha Riley, Sarah Ryan, Susie O’Neill, 4 × 100 m Lagen Damen
  - David Weightman, Robert Scott, Zweier ohne Steuermann Herren
  - Cathy Freeman, 400 m Damen
  - Louise McPaul, Speerwurf Damen
  - Mitch Booth, Andrew Landenberger, Tornado
  - Michelle Ferris, Sprint Damen
- Bronze
  - Daniel Kowalski, 200 m Freistil Herren
  - Daniel Kowalski, 400 m Freistil Herren
  - Scott Goodman, 200 m Schmetterling Herren
  - Philip Rogers, Michael Klimm, Scott Miller, Steven Dewick, 4 × 100 m Lagen Herren
  - Samantha Riley, 100 m Brust Herren
  - Julia Greville, Nicole Stevenson, Emma Johnson, Susie O’Neill, 4 × 200 m Freistil Damen
  - Bradley McGee, 4000 m Einzelverfolgung Herren
  - Stuart O’Grady, Punktefahren Herren
  - Brett Aitken, Stuart O’Grady, Tim O’Shannessey, Dean Woods, 4000 m Mannschaftsverfolgung Herren
  - Lucy Tyler-Sharman, Punktefahren Damen
  - Bruce Hick, Anthony Edwards, Leichtgewichts-Doppelzweier Herren
  - Janusz Hooker, Duncan Free, Ronald Snook, Boden Hanson, Doppelvierer Herren
  - Virginia Lee, Rebecca Joyce, Leichtgewichts-Doppelzweier Damen
  - Clint Robinson, Einer-Kajak 1000 m Herren
  - Daniel Collins, Andrew Trim, Zweier-Kajak 500 m Herren
  - Anna Wood, Katrin Borchert, Zweier-Kajak 500 m Damen
  - Colin Beashel, David Giles, Star
  - Joanne Brown, Kim Cooper, Carolyn Crudgington, Kerry Dienelt, Peta Edebone, Tanya Harding, Jennifer Holliday, Jocelyn Lester, Sally McDermid, Francine McRae, Haylea Petrie, Nicole Richardson, Melanie Roche, Natalie Ward, Brooke Wilkins, Softball, Damen
  - Deserie Huddleston, Doppeltrap Damen
  - Mark Hager, Grant Smith, Stephen Davies, Baeden Choppy, Lachlan Elmer, Brendan Garard, Stuart Carruthers, Damon Diletti, Lachlan Dreher, Paul Gaudoin, Paul Snowden Lewis, Matthew Smith, Jay Stacy, Ken Wark, Daniel Sproule, Michael York, Hockey Herren
  - Stefan Botew, Superschwergewicht Herren Herren
  - Natalie Cook, Kerri Pottharst, Damen
  - Robyn Maher, Rachael Sporn, Michele Timms, Michelle Brogan, Carla Boyd, Trisha Fallon, Allison Cook, Sandy Brondello, Michelle Chandler, Fiona Robinson, Shelley Sandie, Basketball Damen

Nagano 1998
- Bronze
  - Zali Steggall, Slalom Damen

Sydney 2000
- Gold
  - Simon Fairweather, Bogenschießen Einzel Herren
  - Cathy Freeman, 400 m Damen
  - Brett Aitken, Scott McGrory, Madison Herren
  - Phillip Dutton, Andrew Hoy, Matthew Ryan, Stuart Tinney, Vielseitigkeitsreiten Mannschaft
  - Katie Allen, Alyson Annan, Lisa Carruthers, Renita Garard, Juliet Haslam, Rechelle Hawkes, Nicole Hudson, Rachel Imison, Clover Maitland, Claire Mitchell-Taverner, Jennifer Morris, Alison Peek, Katrina Powell, Angie Skirving, Kate Starre, Julie Towers, Hockey Damen
  - Tom King, Mark Turnbull, 470er Herren
  - Jenny Armstrong, Belinda Stowell, 470er Damen
  - Michael Diamond, Trap Herren
  - Grant Hackett, 1500 m Freistil Herren
  - Susie O’Neill, 200 m Freistil Damen
  - Ian Thorpe, 400 m Freistil Herren
  - Ashley Callus, Chris Fydler, Michael Klim, Todd Pearson, Adam Pine, Ian Thorpe, 4 × 100 m Freistil Herren
  - Grant Hackett, Bill Kirby, Michael Klim, Daniel Kowalski, Todd Pearson, Ian Thorpe, Schwimmen, 4 × 200 m Freistil Herren
  - Lauren Burns, Taekwondo, Fliegengewicht Damen
  - Natalie Cook, Kerri Pottharst, Volleyball, Damen
  - Naomi Castle, Joanne Fox, Bridgette Gusterson, Simone Hankin, Yvette Higgins, Kate Hooper, Bronwyn Mayer, Gail Miller, Melissa Mills, Debbie Watson, Elizabeth Weekes, Danielle Woodhouse, Taryn Woods, Wasserball, Damen
- Silber
  - Ian Thorpe, 200 m Freistil Herren
  - Kieren Perkins, 1500 m Freistil Herren
  - Matt Welsh, 100 m Rücken Herren
  - Michael Klim, 100 m Schmetterling Herren
  - Matt Welsh, Regan Harrison, Geoff Huegill, Michael Klim, 4 × 100 m Lagen Herren
  - Leisel Jones, 100 m Brust Damen
  - Susie O’Neill, 200 m Schmetterling Damen
  - Susie O’Neill, Giaan Rooney, Kirsten Thomson, Petria Thomas, 4 × 200 m Freistil Damen
  - Dyana Calub, Leisel Jones, Petria Thomas, Susie O’Neill, 4 × 100 m Lagen Damen
  - Gary Neiwand, Keirin Herren
  - Michelle Ferris, 500 m Zeitfahren Damen
  - Sandy Brondello, Kristi Harrower, Lauren Jackson, Carla Boyd, Jenny Whittle, Jo Hill, Annie La Fleur, Michele Timms, Shelley Sandie, Trisha Fallon, Rachael Sporn, Michelle Brogan-Griffiths, Basketball Damen
  - Daniel Collins, Andrew Trim, Zweier-Kajak 500 m Herren
  - Tatiana Grigorieva, Stabhochsprung Damen
  - Jai Taurima, Weitsprung Herren
  - Andrew Hoy, Vielseitigkeitsreiten Einzel
  - Simon Burgess, Anthony Edwards, Darren Balmforth, Robert Richards, Leichtgewichts-Vierer ohne Steuermann Herren
  - Christian Ryan, Alastair Gordon, Nick Porzig, Robert Jahrling, Michael McKay, Stuart Welch, Daniel Burke, Jaime Fernandez, Brett Hayman, Achter Herren
  - Rachael Taylor, Kate Slatter, Zweier ohne Steuerfrau Damen
  - Russell Mark, Doppeltrap Herren
  - Darren Bundock, John Forbes, Tornado
  - Daniel Trenton, Taekwondo über 80 kg Herren
  - Todd Woodbridge, Mark Woodforde, Tennis-Doppel Herren
  - Michellie Jones, Triathlon Damen
  - Ji Wallace, Trampolinturnen Herren
- Bronze
  - Matt Welsh, 200 m Rücken Herren
  - Geoff Huegill, 100 m Schmetterling Herren
  - Justin Norris, 200 m Schmetterling Herren
  - Petria Thomas, 200 m Schmetterling Damen
  - Shane Kelly, 1000 m Zeitfahren Herren
  - Bradley McGee, 4000 m Einerverfolgung Herren
  - Sean Eadie, Darryn Hill, Gary Neiwand, Olympischer Sprint Herren
  - Robert Newbery, Dean Pullar, Synchronspringen 3 m Herren
  - Rebecca Gilmore, Loudy Tourky, Synchronspringen 10 m Damen
  - Katrin Borchert, Einer-Kajak 500 m Damen
  - Matthew Long, James Tomkins, Zweier ohne Steuermann Herren
  - James Stewart, Ben Dodwell, Geoffrey Stewart, Boden Hanson, Vierer ohne Steuermann Herren
  - Michael Blackburn, Laser
  - Annemarie Forder, Luftpistole Damen
  - Michael Brennan, Adam Commens, Jason Duff, Troy Elder, James Elmer, Damon Diletti, Lachlan Dreher, Paul Gaudoin, Jay Stacy, Daniel Sproule, Stephen Davies, Michael York, Craig Cictory, Stephen Holt, Matthew Wells, Brent Livermore, Hockey Herren
  - Maria Pekli, Leichtgewicht Damen
  - Sandy Allen-Lewis, Joanne Brown, Kerry Dienelt, Peta Edebone, Sue Fairhurst, Silina Follas, Fiona Hanes, Kelly Hardie, Tanya Harding, Sally McCreedy, Simmone Morrow, Melanie Roche, Natalie Titcume, Natalie Ward, Brooke Wilkins, Softball, Damen

Salt Lake City 2002
- Gold
  - Alisa Camplin, Springen Damen
  - Steven Bradbury, 1000 m Herren

Athen 2004
- Gold
  - Sara Carrigan, Straße Einzel Damen
  - Ryan Bayley, Sprint Herren
  - Ryan Bayley, Keirin Herren
  - Graeme Brown, Luke Roberts, Brett Lancaster, Bradley McGee, Stephen Wooldridge, Peter Dawson, 4000 m Mannschaftsverfolgung Herren
  - Graeme Brown, Stuart O’Grady, Madison Herren
  - Anna Meares, 500 m Zeitfahren Damen
  - Chantelle Newbery, Turmspringen Damen
  - Michael Brennan, Travis Brooks, Dean Butler, Liam de Young, Jamie Dwyer, Nathan Eglington, Troy Elder, Bevan George, Robert Hammond, Mark Hickman, Mark Knowles, Brent Livermore, Michael McCann, Stephen Mowlam, Grant Schubert, Matthew Wells, Hockey Herren
  - Drew Ginn, James Tomkins, Zweier ohne Steuermann Damen
  - Suzanne Balogh, Trap Damen
  - Jodie Henry, 100 m Freistil Damen
  - Petria Thomas, 100 m Schmetterling Damen
  - Jodie Henry, Lisbeth Lenton, Alice Mills, Sarah Ryan, Petria Thomas, 4 × 100 m Freistil Damen
  - Brooke Hanson, Jodie Henry, Leisel Jones, Alice Mills, Giaan Rooney, Jessicah Schipper, Petria Thomas, 4 × 100 m Lagen Damen
  - Ian Thorpe, 400 m Freistil Herren
  - Ian Thorpe, 200 m Freistil Herren
  - Grant Hackett, 1500 m Freistil Herren
- Silber
  - Grant Hackett, 400 m Freistil Herren
  - Grant Hackett, Michael Klim, Nicholas Sprenger, Ian Thorpe, 4 × 200 m Freistil Herren
  - Brooke Hanson, 100 m Brust Damen
  - Leisel Jones, 200 m Brust Damen
  - Petria Thomas, 200 m Schmetterling Damen
  - Nathan Baggaley, Einer-Kajak 500 m Herren
  - Clint Robinson, Nathan Baggaley, Zweier-Kajak 500 m Herren
  - Bradley McGee, 4000 m Einzelverfolgung Herren
  - Katie Mactier, 3000 m Einzelverfolgung Damen
  - Craig Anderson, Thomas Brice, Adrian Burnside, Gavin Fingleson, Paul Gonzalez, Nick Kimpton, Brendan Kingman, Craig Lewis, Graeme Lloyd, David Nilsson, Trent Oeltjen, Wayne Ough, Chris Oxspring, Brett Roneberg, Ryan Rowland Smith, John Stephens, Phil Stockman, Brett Tamburrino, Richard Thompson, Andrew Utting, Ben Wigmore, Glenn Williams, Jeff Williams, Rodney van Buizen, Baseball Herren
  - Suzy Batkovic, Sandra Brondello, Trisha Fallon, Kristi Harrower, Lauren Jackson, Natalie Porter, Alicia Poto, Belinda Snell, Rachael Sporn, Laura Summerton, Penny Taylor, Allison Tranquilli, Basketball Damen
  - Sandy Allen-Lewis, Marissa Carpadios, Fiona Crawford, Amanda Doman, Peta Edebone, Tanya Harding, Natalie Hodgskin, Zara Mee, Simmone Morrow, Tracey Mosley, Stacey Porter, Melanie Roche, Natalie Titcume, Natalie Ward, Brooke Wilkins, Kerry Wyborn, Softball Damen
  - Mathew Helm, Turmspringen 10 m Herren
  - John Steffensen, Mark Ormrod, Patrick Dwyer, Clinton Hill, 4 × 400 m Herren
  - Glen Loftus, Anthony Edwards, Ben Cureton, Simon Burgess, Leichtgewichts-Vierer ohne Steuermann Herren
  - Loretta Harrop, Triathlon Damen
- Bronze
  - Ian Thorpe, 100 m Freistil Herren
  - Lisbeth Lenton, 50 m Freistil Damen
  - Leisel Jones, 100 m Brust Damen
  - Shane Kelly, Keirin Herren
  - Michael Rogers, Einzelzeitfahren Straße Herren
  - Anna Meares, Sprint Damen
  - Robert Newbery, Steven Barnett, Synchronspringen 3 m Herren
  - Mathew Helm, Robert Newbery, Synchronspringen 10 m Herren
  - Loudy Tourky, Turmspringen 10 m Damen
  - Irina Laschko, Chantelle Newbery, Synchronspringen 3 m Damen
  - Jane Saville, 20 km Gehen Damen
  - Nathan Deakes, 20 km Gehen Damen
  - Stefan Szczurowski, Stuart Reside, Stuart Welch, James Stewart, Geoffrey Stewart, Boden Hanson, Mike McKay, Stephen Stewart, Michael Toon, Achter Herren
  - Dana Faletic, Rebecca Sattin, Kerry Hore, Amber Bradley, Doppelvierer Damen
  - Alicia Molik, Einzel Damen
  - Tim Cuddihy, Bogenschießen Einzel Herren
  - Adam Vella, Trap Herren

Turin 2006
- Gold
  - Dale Begg-Smith, Buckelpiste Herren
- Bronze
  - Alisa Camplin, Springen Damen

Peking 2008
- Gold
  - Ken Wallace, Einer-Kajak 500 m Herren
  - Steve Hooker, Stabhochsprung Herren
  - Drew Ginn, Duncan Free, Zweier ohne Steuermann Herren
  - Scott Brennan, David Crawshay, Doppelzweier Herren
  - Stephanie Rice, 200 m Lagen Damen
  - Stephanie Rice, 400 m Lagen Damen
  - Libby Trickett, 100 m Schmetterling Damen
  - Leisel Jones, 100 m Brust Damen
  - Stephanie Rice, Bronte Barratt, Kylie Palmer, Linda Mackenzie, 4 × 200 m Freistil Damen
  - Emily Seebohm, Leisel Jones, Jessicah Schipper, Libby Trickett, 4 × 100 m Lagen Damen
  - Nathan Wilmot, Malcolm Page, 470er Herren
  - Tessa Parkinson, Elise Rechichi, 470er Damen
  - Emma Snowsill, Triathlon Damen
  - Matthew Mitcham, Turmspringen Herren
- Silber
  - Eamon Sullivan, 100 m Freistil Herren
  - Grant Hackett, 1500 m Freistil Herren
  - Brenton Rickard, 200 m Brust Herren
  - Hayden Stoeckel, Brenton Rickard, Andrew Lauterstein, Eamon Sullivan, 4 × 100 m Lagen Herren
  - Lisbeth Trickett, 100 m Freistil Damen
  - Leisel Jones, 200 m Brust Damen
  - Anna Meares, Sprint Damen
  - Briony Cole, Melissa Wu, Synchronspringen 10 m Damen
  - Suzy Batkovic, Tully Bevilaqua, Rohanee Cox, Hollie Grima, Kristi Harrower, Lauren Jackson, Erin Phillips, Emma Randall, Jennifer Screen, Belinda Snell, Laura Summerton, Penny Taylor, Basketball Damen
  - Jacqueline Lawrence, Einer-Kajak Slalom Damen
  - Jared Tallent, 50 km Gehen Herren
  - Sally McLellan, 100 m Hürden Damen
  - Shane Rose, Sonja Johnson, Lucinda Fredericks, Clayton Fredericks, Megan Jones, Vielseitigkeitsreiten Mannschaft
  - Matt Ryan, James Marburg, Cameron McKenzie-McHarg, Francis Hegerty, Vierer ohne Steuermann Herren
  - Darren Bundock, Glenn Ashby, Tornado
- Bronze
  - Ashley Delaney, 100 m Rücken Herren
  - Andrew Lauterstein, 100 m Schmetterling Herren
  - Eamon Sullivan, Andrew Lauterstein, Ashley Callus, Matt Targett, 4 × 100 m Freistil Herren
  - Patrick Murphy, Grant Hackett, Grant Brits, Nick Ffrost, 4 × 200 m Freistil Herren
  - Cate Campbell, 50 m Freistil Damen
  - Jessicah Schipper, 100 m Schmetterling Damen
  - Jessicah Schipper, 200 m Schmetterling Damen
  - Cate Campbell, Alice Mills, Melanie Schlanger, Lisbeth Trickett, 4 × 100 m Freistil Damen
  - Ken Wallace, Einer-Kajak 1000 m Herren
  - Lisa Oldenhof, Hannah Davis, Chantal Meek, Lyndsie Fogarty, Vierer-Kajak Damen
  - Robin Bell, Einer-Canadier Slalom Herren
  - Jared Tallent, 20 km Gehen Herren
  - Des Abbott, Travis Brooks, Kiel Brown, Liam de Young, Luke Doerner, Jamie Dwyer, Bevan George, David Guest, Rob Hammond, Fergus Kavanagh, Mark Knowles, Stephen Lambert, Eli Matheson, Eddie Ockenden, Grant Schubert, Andrew Smith, Matthew Wells, Hockey Herren
  - Danielle Stewart, Melanie Roche, Natalie Ward, Tanya Harding, Sandy Allen-Lewis, Tracey Mosley, Justine Smethurst, Kerry Wyborn, Stacey Porter, Kylie Cronk, Natalie Titcume, Kelly Hardie, Belinda Wright, Simmone Morrow, Jodie Bowering, Softball Damen
  - Gemma Beadsworth, Nikita Cuffe, Suzie Fraser, Taniele Gofers, Kate Gynther, Amy Hetzel, Bronwen Knox, Emma Knox, Alicia McCormack, Melissa Rippon, Rebecca Rippon, Jenna Santoromito, Mia Santoromito, Wasserball Damen
  - Warren Potent, Kleinkaliber liegend Herren
  - Emma Moffatt, Triathlon Damen

### Seit 2010
Vancouver 2010
- Gold
  - Torah Bright, Halfpipe Damen
- Silber
  - Dale Begg-Smith, Buckelpiste Herren

London 2012
- Gold
  - Jacob Clear, David Smith, Tate Smith, Murray Stewart, Vierer-Kajak Herren
  - Sally Pearson, 100 m Hürden Damen
  - Anna Meares, Sprint Damen
  - Alicia Coutts, Cate Campbell, Brittany Elmslie, Melanie Schlanger, 4 × 100 m Freistil Damen
  - Tom Slingsby, Laser Herren
  - Mathew Belcher, Malcolm Page, 470er Herren
  - Nathan Outteridge, Iain Jensen, 49er Herren
  - Jared Tallent, 50 km Gehen Herren
- Silber
  - James Magnussen, 100 m Freistil Herren
  - Christian Sprenger, 100 m Brust Herren
  - Emily Seebohm, 100 m Rücken Damen
  - Alicia Coutts, 200 m Lagen Damen
  - Bronte Barratt, Melanie Schlanger, Kylie Palmer, Alicia Coutts, 4 × 200 m Freistil Damen
  - Emily Seebohm, Leisel Jones, Alicia Coutts, Melanie Schlanger, 4 × 100 m Lagen Damen
  - Jack Bobridge, Glenn O’Shea, Rohan Dennis, Michael Hepburn, Mannschaftsverfolgung Herren
  - Sam Willoughby, BMX Herren
  - Brittany Broben, Turmspringen 10 m Damen
  - Mitchell Watt, Weitsprung Herren
  - William Lockwood, James Chapman, Drew Ginn, Joshua Dunkley-Smith, Vierer ohne Steuermann Herren
  - Kate Hornsey, Sarah Tait, Zweier ohne Steuerfrau Damen
  - Kim Crow, Brooke Pratley, Doppelzweier Damen
  - Jessica Fox, Einer-Kajak Slalom Damen
  - Olivia Price, Nina Curtis, Lucinda Whitty, Elliott Damen
- Bronze
  - Hayden Stoeckel, Christian Sprenger, Matt Targett, James Magnussen, 4 × 100 m Lagen Herren
  - Bronte Barratt, 200 m Freistil Damen
  - Alicia Coutts, 100 m Schmetterling Damen
  - Shane Perkins, Sprint Herren
  - Kaarle McCulloch, Anna Meares, Teamsprint Damen
  - Annette Edmondson, Omnium Damen
  - Karsten Forsterling, James McRae, Christopher Morgan, Daniel Noonan, Doppelvierer Herren
  - Kim Crow, Einer Damen
  - Nathan Burgers, Matthew Butturini, Joel Carroll, Chris Ciriello, Tim Deavin, Jamie Dwyer, Russell Ford, Matthew Gohdes, Kieran Govers, Fergus Kavanagh, Mark Knowles, Eddie Ockenden, Simon Orchard, Matthew Swann, Glenn Turner, Liam de Young, Hockey Herren
  - Suzy Batkovic, Abby Bishop, Liz Cambage, Kristi Harrower, Lauren Jackson, Rachel Jarry, Kathleen MacLeod, Jenna O’Hea, Samantha Richards, Jennifer Screen, Belinda Snell, Laura Summerton, Basketball Damen
  - Victoria Brown, Kate Gynther, Bronwen Knox, Holly Lincoln-Smith, Alicia McCormack, Jane Moran, Glencora Ralph, Mel Rippon, Sophie Smith, Ash Southern, Rowie Webster, Nicola Zagame, Wasserball Damen
  - Erin Densham, Triathlon Damen

Sotschi 2014
- Silber
  - David Morris, Springen Herren
  - Torah Bright, Halfpipe Damen
- Bronze
  - Lydia Lassila, Springen Damen

Rio de Janeiro 2016
- Gold
  - Kyle Chalmers, 100 m Freistil Herren
  - Mack Horton, 400 m Freistil Herren
  - Tom Burton, Laser Herren
  - Chloe Esposito, Frauen
  - Kim Brennan, Einer Frauen
  - Rugby Frauen
  - Emma McKeon, Brittany Elmslie, Bronte Campbell, Cate Campbell, Madison Wilson, 4 × 100 m Freistil Frauen
  - Catherine Skinner, Trap Frauen
- Silber
  - Jared Tallent, 50 km Gehen Herren
  - Alexander Edmondson, Jack Bobridge, Michael Hepburn, Sam Welsford, 4000 m Mannschaftsverfolgung Herren
  - Alexander Belonogoff, Karsten Forsterling, Cameron Girdlestone, James McRae, Doppelvierer Herren
  - Joshua Booth, Joshua Dunkley-Smith, Alexander Hill, William Lockwood, Vierer ohne Steuermann Herren
  - Mitch Larkin, 200 m Rücken Herren
  - Mathew Belcher, William Ryan, 470er Klasse Herren
  - Nathan Outteridge, Iain Jensen, 49er Klasse Herren
  - Jason Waterhouse, Lisa Darmanin, Nacra17 Mixed
  - Madeline Groves, 200 m Schmetterling Frauen
  - Leah Neale, Emma McKeon, Bronte Barratt, Tamsin Cook, Jessica Ashwood, 4 × 200 m Freistil Frauen
  - Emily Seebohm, Emma McKeon, Taylor McKeown, Cate Campbell, Madison Wilson, Madeline Groves, Brittany Elmslie, 4 × 100 m Lagen Frauen
- Bronze
  - Alec Potts, Ryan Tyack, Taylor Worth, Bogenschießen Mannschaft Herren
  - Ken Wallace, Lachlan Tame, Zweier-Kajak 1000 m Herren
  - Dane Bird-Smith, 20 km Gehen Herren
  - Shane Rose, Stuart Tinney, Sam Griffiths, Christopher Burton, Vielseitigkeit Mannschaft
  - James Roberts, Kyle Chalmers, James Magnussen, Cameron McEvoy, Matthew Abood, 4 × 100 m Freistil Herren
  - Mitch Larkin, Kyle Chalmers, Jake Packard, Cameron McEvoy, David Morgan, 4 × 100 m Lagen Herren
  - Jessica Fox, Slalom Einer-Kajak Frauen
  - Anna Meares, Keirin Frauen
  - Emma McKeon, 200 m Freistil Frauen
  - Madison Keeney, Anabelle Smith, Synchronspringen 3 m Frauen

Pyeongchang 2018
- Silber
  - Matt Graham, Buckelpiste Herren
  - Jarryd Hughes, Snowboardcross Herren
- Bronze
  - Scotty James, Halfpipe Herren

Tokio 2020
- Gold
  - Lucy Stephan, Rosemary Popa, Jessica Morrison, Annabelle McIntyre, Vierer ohne Steuerfrau
  - Alexander Purnell, Spencer Turrin, Jack Hargreaves, Alexander Hill,  Vierer ohne Steuermann
  - Mollie O’Callaghan, Meg Harris, Madison Wilson, Bronte Campbell, Emma McKeon, Cate Campbell, 4 × 100 m Freistil Frauen
  - Ariarne Titmus, 400 m Freistil Frauen
  - Kaylee McKeown, 100 m Rücken Frauen
  - Ariarne Titmus, 200 m Freistil Frauen
  - Emma McKeon, 100 m Freistil Frauen
  - Kaylee McKeown, 200 m Rücken Frauen
  - Emma McKeon, 50 m Freistil Frauen
  - Kaylee McKeown, Chelsea Hodges, Emma McKeon, Cate Campbell, Emily Seebohm, Brianna Throssell, Mollie O’Callaghan, 4 × 100 m Lagen Frauen
  - Zac Stubblety-Cook, 200 m Brust Männer
  - Jessica Fox, Einer-Canadier Slalom Frauen
  - Jean van der Westhuyzen, Thomas Green, Zweier-Kajak 1000 m Männer
  - Logan Martin, BMX-Freestyle Männer
  - Matthew Wearn, Laser Männer
  - Mathew Belcher, William Ryan, 470er Männer
  - Keegan Palmer, Skateboard Park Männer
- Silber
  - Nicola McDermott, Hochsprung Frauen
  - Ariarne Titmus, 800 m Freistil Frauen
  - Kyle Chalmers, 100 m Freistil Männer
  - Jack McLoughlin, 400 m Freistil Männer
  - Daniel Beale, Joshua Beltz, Tim Brand, Andrew Charter, Thomas Craig, Matthew Dawson, Blake Govers, Jeremy Hayward, Tim Howard, Dylan Martin, Trent Mitton, Eddie Ockenden, Flynn Ogilvie, Lachlan Sharp, Joshua Simmonds, Jacob Whetton, Tom Wickham, Aran Zalewski, Hockey Herren
  - Andrew Hoy, Shane Rose, Kevin McNab, Vielseitigkeit Mannschaft
  - Taliqua Clancy, Mariafe Artacho, Beachvolleyball Frauen
- Bronze
  - Harry Garside, Boxen, Leichtgewicht bis 63 kg (Männer)
  - Jack Cleary, Caleb Antill, Cameron Girdlestone, Luke Letcher, Doppelvierer Männer
  - Ria Thompson, Rowena Meredith, Harriet Hudson, Caitlin Cronin, Doppelvierer Frauen
  - Tamsin Cook, Meg Harris, Emma McKeon, Leah Neale, Mollie O’Callaghan, Brianna Throssell, Ariarne Titmus, Madison Wilson, 4 × 200 m Freistil Frauen
  - Cate Campbell, 100 m Freistil Frauen
  - Emma McKeon, 100 m Schmetterling
  - Emily Seebohm, 200 m Rücken Frauen
  - Kareena Lee, 10 km Freiwasser Frauen
  - Kaylee McKeown, Zac Stubblety-Cook, Matthew Temple, Emma McKeon, 4 × 100 m Lagen Mixed
  - Brendon Smith, 400 m Lagen Männer
  - Matthew Temple, Zac Incerti, Alexander Graham, Kyle Chalmers, Cameron McEvoy (Vorlauf), 4 × 100 m Freistil Männer
  - Alexander Graham, Kyle Chalmers, Zac Incerti, Thomas Neill, Mack Horton (Vorlauf), Elijah Winnington (Vorlauf), 4 × 200 m Freistil Männer
  - Melissa Wu, 10 m Turmspringen Frauen
  - Aron Baynes, Matthew Dellavedova, Dante Exum, Chris Goulding, Josh Green, Joe Ingles, Nick Kay, Jock Landale, Patty Mills, Duop Reath, Nathan Sobey, Matisse Thybulle, Basketball Herren
  - Jessica Fox, Einer-Kajak Slalom Frauen
  - Kelsey-Lee Barber, Speerwurf Frauen
  - Ashley Moloney, Zehnkampf Männer
  - Rohan Dennis, Zeitfahren Straße Männer
  - Leigh Howard, Kelland O’Brien, Lucas Plapp, Sam Welsford, Alexander Porter, Mannschaftsverfolgung Bahn Männer
  - Andrew Hoy, Vielseitigkeit Einzel
  - Owen Wright, Surfen Shortboard Männer
  - Ashleigh Barty, John Peers, Tennis Mixed

Peking 2022
- Gold
  - Jakara Anthony, Freestyle-Skiing Buckelpiste Frauen
- Silber
  - Scott James, Snowboard Halfpipe Herren
  - Jaclyn Narracott, Skeleton Frauen
- Bronze
  - Tess Coady, Snowboard Slopestyle Frauen

Paris 2024
- Gold
  - Jessica Fox, Einer-Canadier Slalom Frauen
  - Jessica Fox, Einer-Kajak Slalom Frauen
  - Noemie Fox, Einer-Kajak Cross Frauen
  - Nina Kennedy, Stabhochsprung Frauen
  - Grace Brown, Einzelzeitfahren Frauen
  - Saya Sakakibara, BMX Rennen Frauen
  - Oliver Bleddyn, Conor Leahy, Kelland O’Brien, Sam Welsford, Mannschaftsverfolgung Männer
  - Mollie O’Callaghan, 200 Meter Freistil Frauen
  - Ariarne Titmus, 400 Meter Freistil Frauen
  - Kaylee McKeown, 100 Meter Rücken Frauen
  - Kaylee McKeown, 200 Meter Rücken Frauen
  - Mollie O’Callaghan, Shayna Jack, Emma McKeon, Meg Harris, Bronte Campbell (Vorlauf), Olivia Wunsch (Vorlauf), 4-mal-100-Meter-Freistilstaffel Frauen
  - Mollie O’Callaghan, Lani Pallister, Brianna Throssell, Ariarne Titmus, Jamie Perkins (Vorlauf), Shayna Jack (Vorlauf), 4-mal-200-Meter-Freistilstaffel Frauen
  - Cameron McEvoy, 50 Meter Freistil Männer
  - Matthew Wearn, Segeln Laser Männer
  - Arisa Trew, Skateboard Park Frauen
  - Keegan Palmer, Skateboard Park Männer
  - Matthew Ebden, John Peers, Tennis Herrendoppel
- Silber
  - Riley Fitzsimmons, Pierre van der Westhuyzen, Jackson Collins, Noah Havard, Viererkajak Männer
  - Jessica Hull, 1500 Meter Frauen
  - Nicola Olyslagers, Hochsprung Frauen
  - Matthew Richardson, Sprint Männer
  - Matthew Richardson, Keirin Männer
  - Christopher Burton, Vielseitigkeit Einzel
  - Meg Harris, 50 Meter Freistil Frauen
  - Ariarne Titmus, 200 Meter Freistil Frauen
  - Ariarne Titmus, 800 Meter Freistil Frauen
  - Moesha Johnson, 10 km Freiwasser Frauen
  - Kaylee McKeown, Jenna Strauch, Emma McKeon, Mollie O’Callaghan, Iona Anderson (Vorlauf), Ella Ramsay (Vorlauf), Alexandria Perkins (Vorlauf), Meg Harris (Vorlauf), 4-mal-100-Meter-Lagenstaffel Frauen
  - Kyle Chalmers, 100 Meter Freistil Männer
  - Elijah Winnington, 400 Meter Freistil Männer
  - Zac Stubblety-Cook, 200 Meter Brust Männer
  - Jack Cartwright, Flynn Southam, Kai Taylor, Kyle Chalmers, William Yang (Vorlauf), 4-mal-100-Meter-Freistilstaffel Männer
  - Grae Morris, Segeln Windsurfen Männer
  - Jack Robinson, Surfen Männer
  - Abby Andrews, Charlize Andrews, Zoe Arancini, Elle Armit, Keesja Gofers, Sienna Green, Bronte Halligan, Sienna Hearn, Danijela Jackovich, Matilda Kearns, Genevieve Longman, Gabriella Palm, Alice Williams, Wasserball Frauen
  - Maddison Keeney, Kunstspringen Frauen
- Bronze
  - Jade Melbourne, Kristy Wallace, Stephanie Talbot, Tess Madgen, Alanna Smith, Ezi Magbegor, Marianna Tolo, Cayla George, Amy Atwell, Isobel Borlase, Lauren Jackson, Sami Whitcomb, Basketball Frauen
  - Caitlin Parker, Boxen Mittelgewicht Frauen
  - Charlie Senior, Boxen Federgewicht Männer
  - Jean van der Westhuyzen, Thomas Green, Zweierkajak Männer
  - Jemima Montag, 20 km Gehen Frauen
  - Eleanor Patterson, Hochsprung Frauen
  - Matthew Denny, Diskuswurf Männer
  - Rhydian Cowley, Jemima Montag, Marathon Gehen Mixed
  - Natalya Diehm, BMX Freestyle Frauen
  - Leigh Hoffman, Matthew Glaetzer, Matthew Richardson, Teamsprint Männer
  - Matthew Glaetzer, Keirin Männer
  - Jessica Morrison, Annabelle McIntyre, Zweier ohne Steuerfrau
  - Penny Smith, Trap Frauen
  - Kaylee McKeown, 200 Meter Lagen Frauen
  - Maximillian Giuliani, Flynn Southam, Elijah Winnington, Thomas Neill, Kai Taylor (Vorlauf), Zac Incerti (Vorlauf), 4-mal-200-Meter-Freistilstaffel Männer
  - Kaylee McKeown, Joshua Yong, Matthew Temple, Mollie O’Callaghan, Iona Anderson (Vorlauf), Zac Stubblety-Cook (Vorlauf), Emma McKeon (Vorlauf), Kyle Chalmers (Vorlauf), 4-mal-100-Meter-Mixed-Lagenstaffel